# مجسم أفلاطوني
في الهندسة الفراغية، مجسم أفلاطوني (بالإنجليزية: Platonic solid) هو متعدد وجوه منتظم ومحدب. المجسمات الأفلاطونية خمسة لا أقل ولا أكثر:
| رباعي الوجوه المنتظم | المكعب  | ثماني الوجوه المنتظم | اثنا عشري الوجوه المنتظم | عشروني الوجوه المنتظم |
| (تحريك)              | (تحريك) | (تحريك)              | (تحريك)                  | (تحريك)               |

## معرض الصور

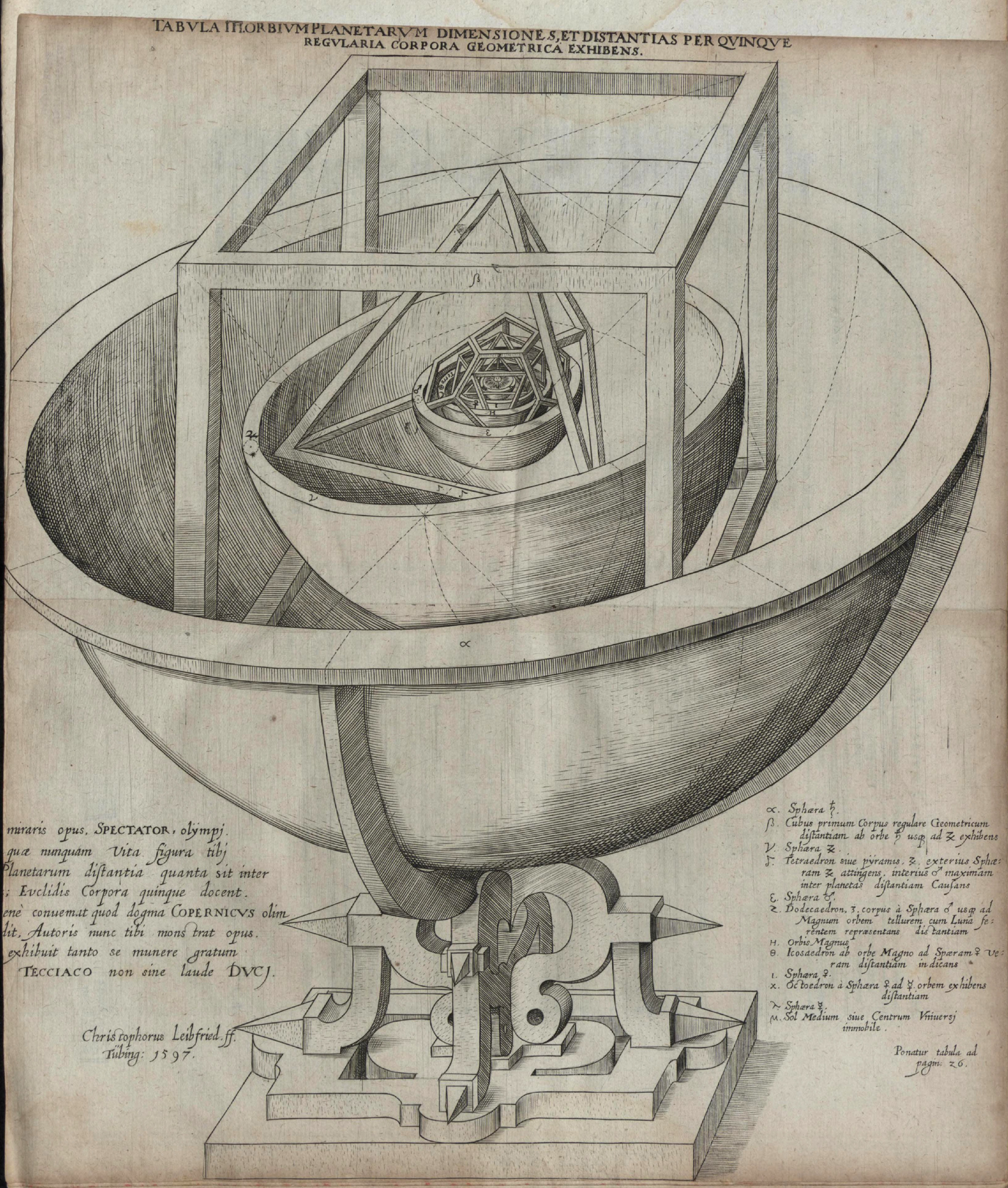
النموذج الذي اعتبره كبلر معتمدا على المجسمات الأفلاطونية للمجموعة الشمسية في عمل له يُسمى السر المقدس للكون (1596)